# Baidu Yi
Baidu OS — мобильная операционная система, основанная на Android. Разработку ведёт китайская компания Baidu.
По состоянию на 2020 год мобильная операционная система заброшена, продолжении разработки не планируется.